# Continental Basketball Association 1990-1991
La stagione CBA 1990-91 fu la 45ª della Continental Basketball Association. Parteciparono 16 squadre divise in quattro gironi.
Rispetto alla stagione precedente si aggiunsero gli Oklahoma City Cavalry. I Topeka Sizzlers si trasferirono a Yakima, cambiando nome in Yakima Sun Kings. I Santa Barbara Islanders fallirono.

## Squadre partecipanti
- Albany Patroons
- C.R. Silver Bullets
- Columbus Horizon
- Gr. Rapids Hoops
- La Crosse Catbirds
- Okl. City Cavalry
- Omaha Racers
- Pensacola Torn.s
- Quad City Thunder
- Rapid City Thrillers
- Rockford Lightning
- San Jose Jammers
- S. Falls Skyforce
- Tulsa Fast Breakers
- Wichita F. Texans
- Yakima Sun Kings

## Classifiche

### American Conference

#### Central Division
| Squadra                     | V  | P  | QW    | PTS   |
| --------------------------- | -- | -- | ----- | ----- |
| Quad City Thunder           | 32 | 24 | 120,5 | 216,5 |
| La Crosse Catbirds          | 32 | 24 | 111,0 | 207,0 |
| Rockford Lightning          | 23 | 33 | 114,0 | 183,0 |
| Cedar Rapids Silver Bullets | 24 | 32 | 106,0 | 178,0 |

#### Midwest Division
| Squadra              | V  | P  | QW    | PTS   |
| -------------------- | -- | -- | ----- | ----- |
| Omaha Racers         | 39 | 17 | 127,0 | 244,0 |
| Rapid City Thrillers | 27 | 29 | 115,5 | 196,5 |
| Sioux Falls Skyforce | 26 | 30 | 100,0 | 178,0 |
| Yakima Sun Kings     | 15 | 41 | 90,5  | 135,5 |

### National Conference

#### Western Division
| Squadra               | V  | P  | QW    | PTS   |
| --------------------- | -- | -- | ----- | ----- |
| Tulsa Fast Breakers   | 34 | 22 | 124,0 | 226,0 |
| Wichita Falls Texans  | 32 | 24 | 125,5 | 221,5 |
| San Jose Jammers      | 21 | 35 | 93,0  | 156,0 |
| Oklahoma City Cavalry | 18 | 38 | 95,5  | 149,5 |

#### Eastern Division
| Squadra            | V  | P  | QW    | PTS   |
| ------------------ | -- | -- | ----- | ----- |
| Albany Patroons    | 50 | 6  | 139,0 | 289,0 |
| Grand Rapids Hoops | 25 | 31 | 116,5 | 191,5 |
| Pensacola Tornados | 27 | 29 | 108,0 | 189,0 |
| Columbus Horizon   | 23 | 33 | 106,0 | 175,0 |

## Play-off

### Semifinali di conference
| 18 marzo | Rapid City Thrillers | 125 – 109 | Omaha Racers |  |

| 19 marzo | Rapid City Thrillers | 102 – 115 | Omaha Racers |  |

| 23 marzo | Omaha Racers | 145 – 136 | Rapid City Thrillers |  |

| 24 marzo | Omaha Racers | 109 – 113 | Rapid City Thrillers |  |

| 26 marzo | Omaha Racers | 123 – 100 | Rapid City Thrillers |  |

| 18 marzo | La Crosse Catbirds | 108 – 118 | Quad City Thunder |  |

| 20 marzo | La Crosse Catbirds | 108 – 102 | Quad City Thunder |  |

| 22 marzo | Quad City Thunder | 117 – 105 | La Crosse Catbirds |  |

| 23 marzo | Quad City Thunder | 108 – 110 (d.1t.s.) | La Crosse Catbirds |  |

| 26 marzo | Quad City Thunder | 123 – 104 | La Crosse Catbirds |  |

| 20 marzo | Albany Patroons | 102 – 89 | Grand Rapids Hoops |  |

| 22 marzo | Albany Patroons | 102 – 105 | Grand Rapids Hoops |  |

| 25 marzo | Grand Rapids Hoops | 89 – 101 | Albany Patroons |  |

| 27 marzo | Grand Rapids Hoops | 119 – 102 | Albany Patroons |  |

| 28 marzo | Grand Rapids Hoops | 87 – 100 | Albany Patroons |  |

| 18 marzo | Tulsa Fast Breakers | 102 – 115 | Wichita Falls Texans |  |

| 19 marzo | Tulsa Fast Breakers | 115 – 112 | Wichita Falls Texans |  |

| 21 marzo | Wichita Falls Texans | 107 – 105 | Tulsa Fast Breakers |  |

| 23 marzo | Wichita Falls Texans | 111 – 87 | Tulsa Fast Breakers |  |

### Finali di conference
| 28 marzo | Omaha Racers | 107 – 117 | Quad City Thunder |  |

| 30 marzo | Omaha Racers | 107 – 123 | Quad City Thunder |  |

| 3 aprile | Quad City Thunder | 111 – 113 | Omaha Racers |  |

| 5 aprile | Quad City Thunder | 122 – 113 | Omaha Racers |  |

| 6 aprile | Quad City Thunder | 129 – 120 | Omaha Racers |  |

| 30 aprile | Wichita Falls Texans | 121 – 99 | Albany Patroons |  |

| 2 aprile | Wichita Falls Texans | 110 – 99 | Albany Patroons |  |

| 4 aprile | Albany Patroons | 99 – 91 | Wichita Falls Texans |  |

| 6 aprile | Albany Patroons | 88 – 95 | Wichita Falls Texans |  |

| 7 aprile | Albany Patroons | 100 – 91 | Wichita Falls Texans |  |

| 9 aprile | Wichita Falls Texans | 87 – 84 | Albany Patroons |  |

### Finale CBA
| 13 aprile | Wichita Falls Texans | 103 – 99 | Quad City Thunder |  |

| 15 aprile | Wichita Falls Texans | 100 – 94 | Quad City Thunder |  |

| 17 aprile | Quad City Thunder | 114 – 97 | Wichita Falls Texans |  |

| 19 aprile | Quad City Thunder | 97 – 100 | Wichita Falls Texans |  |

| 20 aprile | Quad City Thunder | 108 – 97 | Wichita Falls Texans |  |

| 24 aprile | Wichita Falls Texans | 98 – 100 | Quad City Thunder |  |

| 27 aprile | Wichita Falls Texans | 102 – 90 | Quad City Thunder |  |

### Tabellone
|  | Semifinali di conference | Semifinali di conference | Semifinali di conference |               |           | Finali di conference | Finali di conference | Finali di conference |  |  | Finale CBA | Finale CBA | Finale CBA |  |
|  |                          |                          |                          |               |           |                      |                      |                      |  |  |            |            |            |  |
|  | 1a                       | Omaha                    | 3                        |               |           |                      |                      |                      |  |  |            |            |            |  |
|  | 1a                       | Omaha                    | 3                        |               |           |                      |                      |                      |  |  |            |            |            |  |
|  | 4a                       | Rapid City               | 2                        |               |           |                      |                      |                      |  |  |            |            |            |  |
|  | 4a                       | Rapid City               | 2                        |               | 1a        | Omaha                | 1                    |                      |  |  |            |            |            |  |
|  |                          |                          |                          |               | 1a        | Omaha                | 1                    |                      |  |  |            |            |            |  |
|  |                          |                          | 2a                       | Quad City     | 4         |                      |                      |                      |  |  |            |            |            |  |
|  | 3a                       | La Crosse                | 2a                       | Quad City     | 4         | 2                    |                      |                      |  |  |            |            |            |  |
|  | 3a                       | La Crosse                |                          |               |           |                      |                      |                      |  |  |            |            |            |  |
|  | 2a                       | Quad City                | 3                        |               |           |                      |                      |                      |  |  |            |            |            |  |
|  | 2a                       | Quad City                | 3                        |               | Quad City | Quad City            | 3                    |                      |  |  |            |            |            |  |
|  |                          |                          |                          |               |           |                      |                      |                      |  |  |            |            |            |  |
|  |                          |                          | Wichita Falls            | Wichita Falls | 4         |                      |                      |                      |  |  |            |            |            |  |
|  | 2n                       | Tulsa                    | Wichita Falls            | Wichita Falls | 4         | 1                    |                      |                      |  |  |            |            |            |  |
|  | 2n                       | Tulsa                    |                          |               |           |                      |                      |                      |  |  |            |            |            |  |
|  | 3n                       | Wichita Falls            | 3                        |               |           |                      |                      |                      |  |  |            |            |            |  |
|  | 3n                       | Wichita Falls            | 3                        |               | 3n        | Wichita Falls        | 4                    |                      |  |  |            |            |            |  |
|  |                          |                          |                          |               | 3n        | Wichita Falls        | 4                    |                      |  |  |            |            |            |  |
|  |                          |                          | 1n                       | Albany        | 2         |                      |                      |                      |  |  |            |            |            |  |
|  | 4n                       | Grand Rapids             | 1n                       | Albany        | 2         | 2                    |                      |                      |  |  |            |            |            |  |
|  | 4n                       | Grand Rapids             |                          |               |           |                      |                      |                      |  |  |            |            |            |  |
|  | 1n                       | Albany                   | 3                        |               |           |                      |                      |                      |  |  |            |            |            |  |

## Vincitore
| Campione CBA 1991                |
| -------------------------------- |
| Wichita Falls Texans (1º titolo) |

## Statistiche
| Categoria             | Giocatore      | Squadra              | Stat |
| --------------------- | -------------- | -------------------- | ---- |
| Punti per gara        | Tony Dawson    | Pensacola Tornados   | 30,0 |
| Rimbalzi per gara     | Jim Rowinski   | Yakima Sun Kings     | 11,1 |
| Assist per gara       | Mark Wade      | Pensacola Tornados   | 10,8 |
| Palle rubate per gara | A.J. Wynder    | Quad City Thunder    | 3,0  |
| Stoppate per gara     | Kenny Green    | Columbus Horizon     | 3,1  |
| FG%                   | Paul Weakley   | Omaha Racers         | 61,4 |
| FT%                   | Derrick Taylor | Wichita Falls Texans | 90,0 |

## Premi CBA
- CBA Most Valuable Player: Vincent Askew, Albany Patroons
- CBA Coach of the Year: George Karl, Albany Patroons
- CBA Defensive Player of the Year: Clinton Smith, Albany Patroons
- CBA Newcomer of the Year: Albert King, Albany Patroons
- CBA Rookie of the Year: Stephen Thompson, Rapid City Thrillers
- CBA Executive of the Year: Chip Land, Oklahoma City Cavalry
- CBA Playoff MVP: Ennis Whatley, Wichita Falls Texans
- All-CBA First Team
  - Tim Legler, Omaha Racers
  - Mario Elie, Albany Patroons
  - Jim Rowinski, Yakima Sun Kings
  - Tony Dawson, Pensacola Tornados
  - Vincent Askew, Albany Patroons
- All-CBA Second Team
  - Stephen Thompson, Rapid City Thrillers
  - Derrick Taylor, Wichita Falls Texans
  - Anthony Frederick, Oklahoma City Cavalry
  - Joe Ward, Rapid City Thrillers
  - Peter Thibeaux, Cedar Rapids Silver Bullets
- CBA All-Defensive First Team
  - A.J. Wynder, Quad City Thunder
  - Clinton Smith, Albany Patroons
  - Willie Simmons, Omaha Racers
  - Eric McArthur, Grand Rapids Hoops
  - Vincent Askew, Albany Patroons
- CBA All-Rookie First Team
  - Stephen Thompson, Rapid City Thrillers
  - Tharon Mayes, Sioux Falls Skyforce
  - Kenny Green, Columbus Horizon
  - Ken Redfield, Sioux Falls Skyforce
  - Brian Howard, Omaha Racers